# Южная Озереевка
Ю́жная Озере́евка (Южная Озерейка) — село в Приморском районе муниципального образования город Новороссийск.

## География

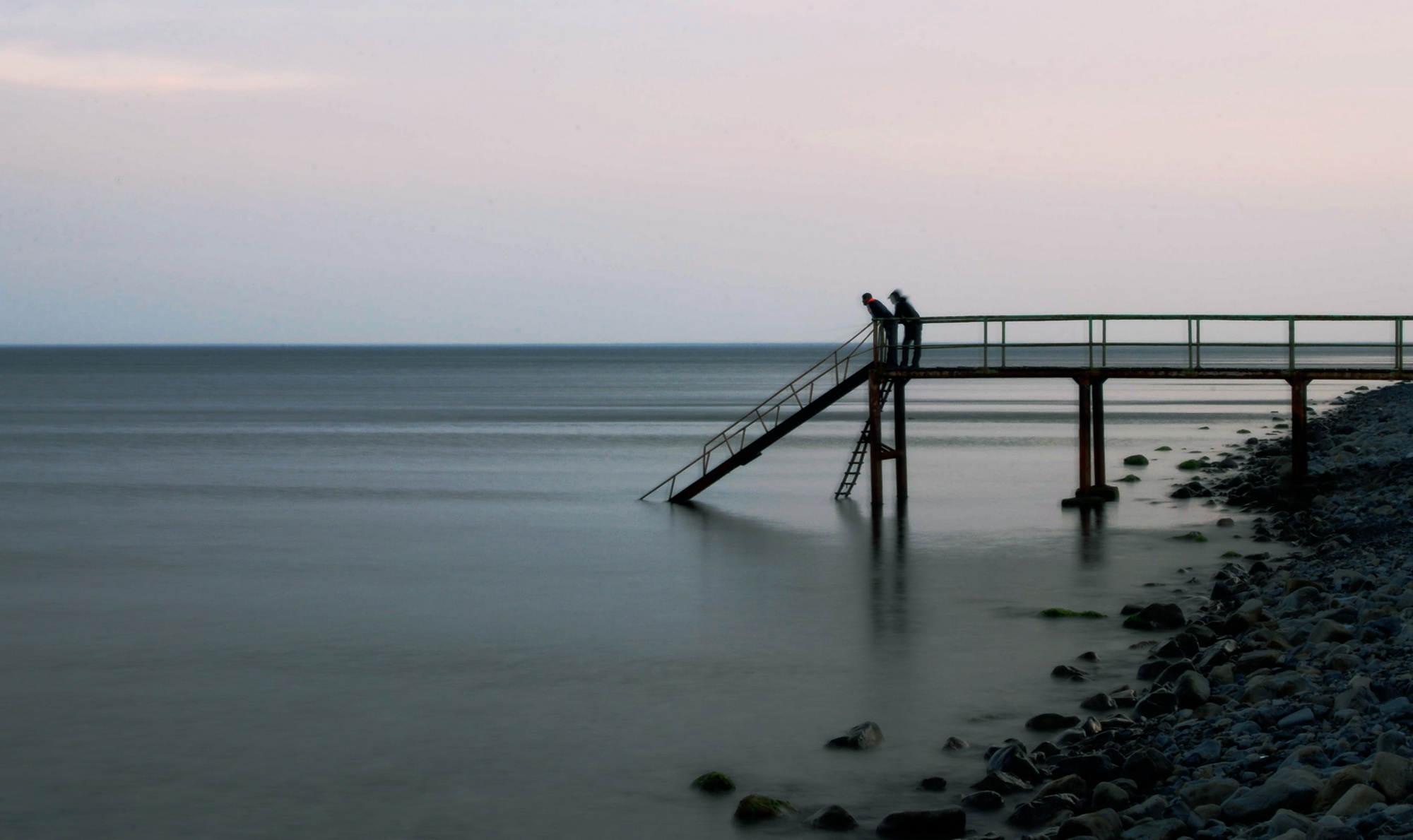
Пляж Южной Озереевки

Расположено при впадении реки Озерейки (отсюда название) в Чёрное море в 12 км к юго-западу от центра Новороссийска. Граничит с селом Северная Озереевка на севере.

## Население
| 2002 | 2005 | 2010  |
| ---- | ---- | ----- |
| 842  | ↘800 | ↗1100 |

## Экономика
На территории Южной Озерейки действует Каспийский трубопроводный консорциум. Развито овощеводство, виноградарство, курортная деятельность.
Во время боры суда из Цемесской бухты отстаиваются на рейде у селения в ожидании улучшения погоды.

##### Нефтеналивные причалы КТК
На восточной окраине Озерейки, в гавани «Буксирная» 
в 2001 году
построены три выносные причальные устройства, ВПУ КТК (более 80 % нефти из Казахстана).

## Галерея

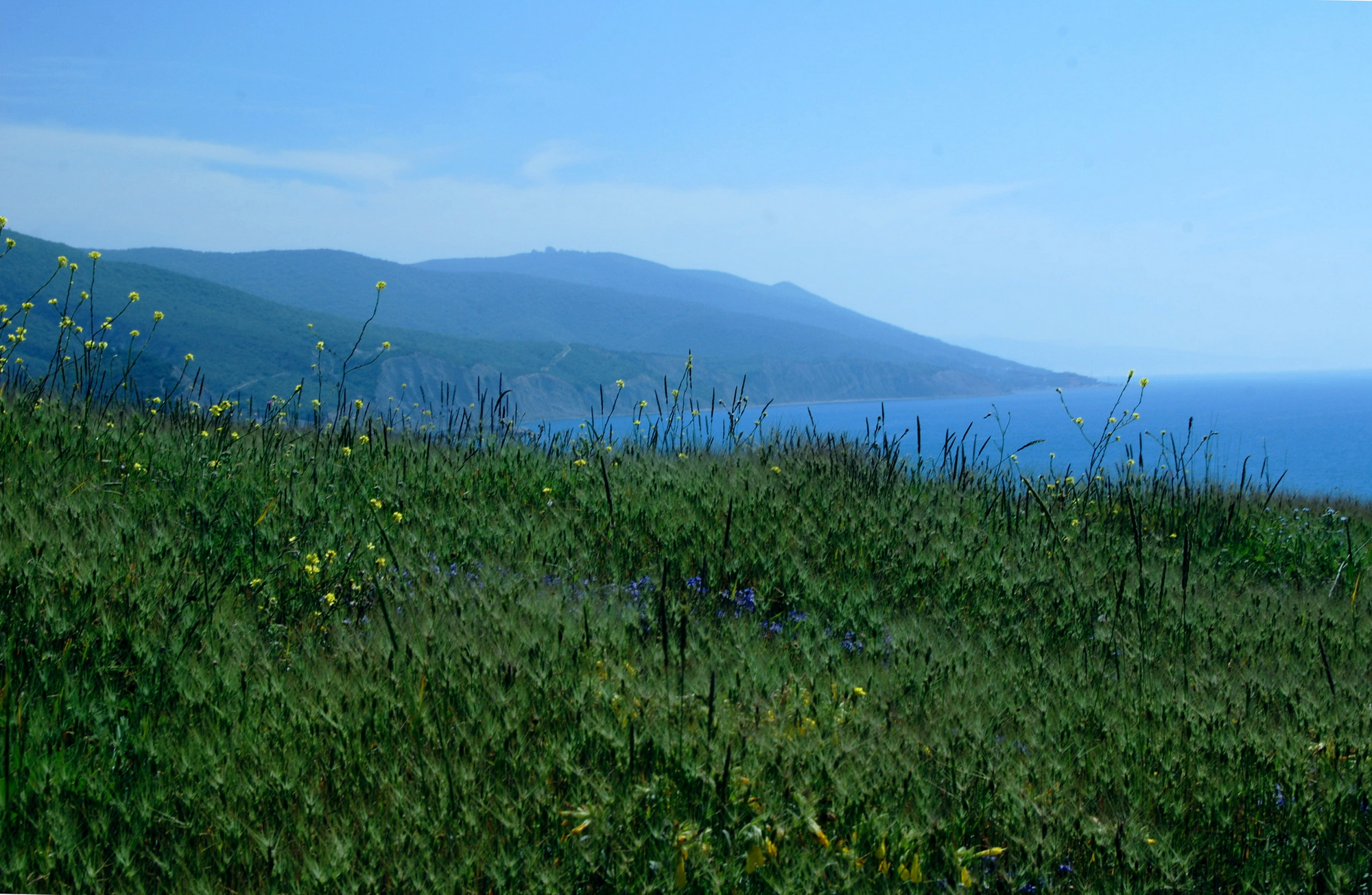
Вид с горы в сторону Южной Озереевки
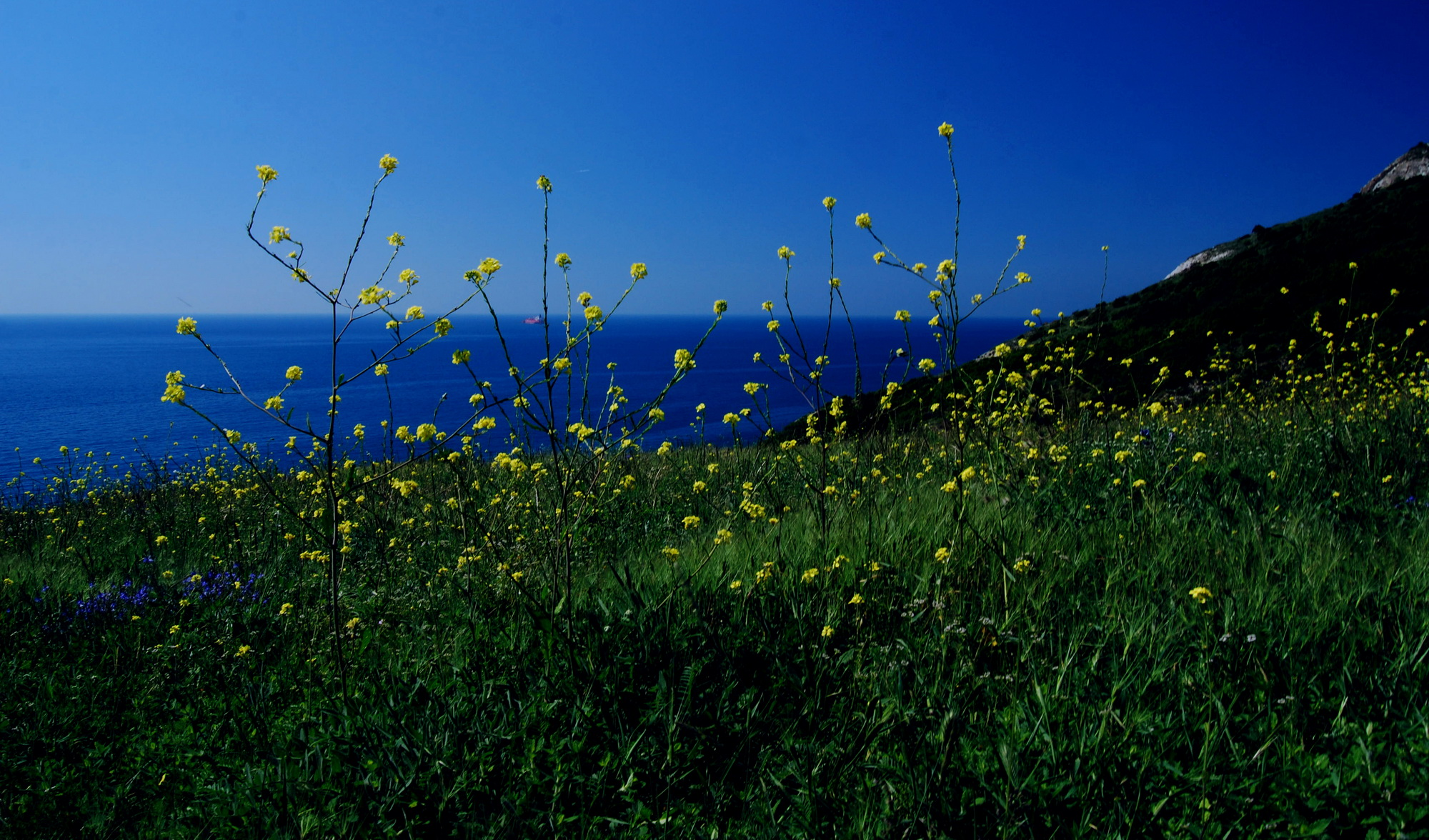
Вид на море с горы у Южной Озереевки
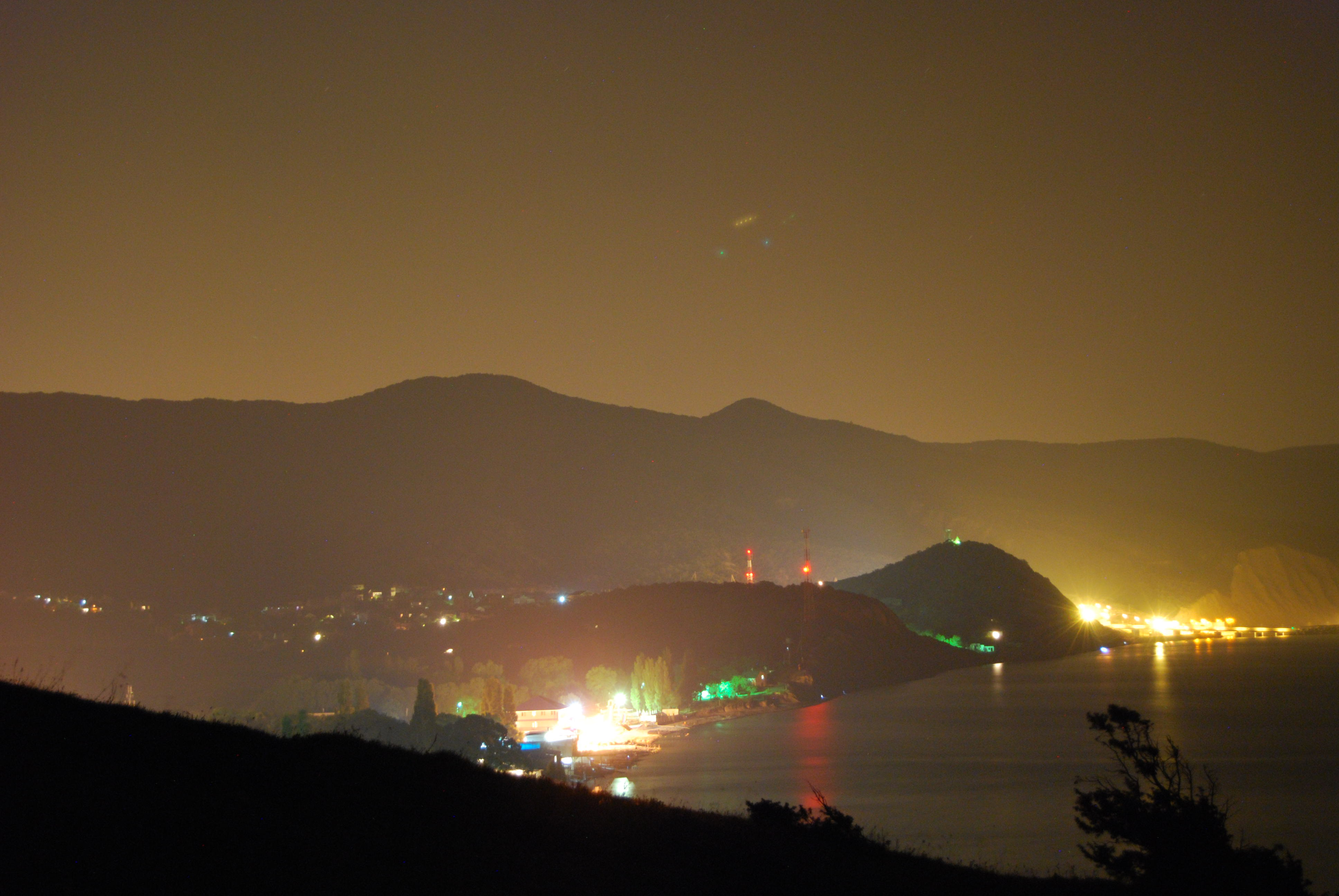
Вид с горы на Южную Озереевку ночью